# Ogden Nash
Frederic Ogden Nash (Rye, 19 agosto 1902 – Baltimora, 19 maggio 1971) è stato un poeta statunitense.

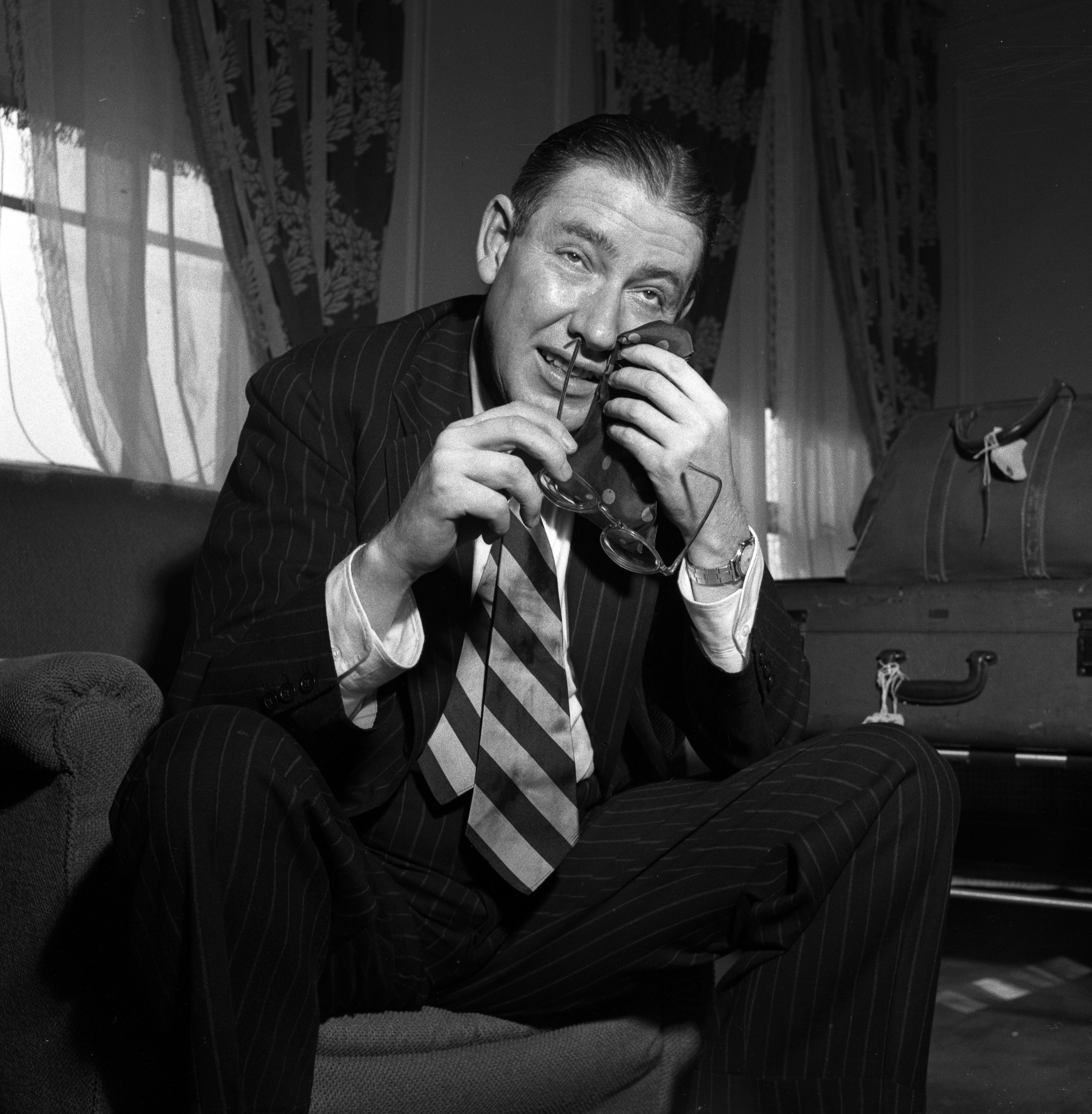
Ogden Nash (1949)

Nel 1932 si unì allo staff del The New Yorker.